# Indicoblemma sheari
Indicoblemma sheari là một loài nhện trong họ Tetrablemmidae.
Loài này thuộc chi Indicoblemma. Indicoblemma sheari được Bourne miêu tả năm 1980.